# Mérito, excelência e inteligência
Mérito, excelência e inteligência (MEI) (do inglês: Merit, excellence, and intelligence) é uma estrutura organizacional que enfatiza a seleção de candidatos com base exclusivamente no seu mérito, realizações, habilidades, capacidades, inteligência e contribuições.
As empresas que substituíram os seus programas de diversidade, equidade e inclusão (DEI) por MEI incluem: Toyota, Meta, McDonald's, Walmart, Ford, Harley-Davidson, John Deere, Nissan, Tractor Supply Company, Amazon e Boeing.

## História
O conceito de mérito, excelência e inteligência (MEI) foi criado por Alexandr Wang, cofundador e CEO da Scale AI em junho de 2024. Wang publicou um post de blog intitulado “Meritocracy at Scale”, no qual Wang afirmou:
 
Apenas contratamos a melhor pessoa para o trabalho, procuramos e exigimos a excelência e preferimos, sem hesitações, pessoas muito inteligentes, […]

Tratamos todos como indivíduos. Não estereotipamos, tokenizamos ou tratamos ninguém injustamente como membro de um grupo demográfico em vez de como indivíduo.— Alexandr Wang Meritocracy at Scale (em inglês)

## Críticas
Declarações críticas do mérito, excelência e inteligência (MEI) incluem:
- Ignorar “as barreiras sistémicas que persistem […]” e “marginalizar aqueles que não se enquadram num molde homogéneo e heteronormativo”.[4]
- Sendo uma filosofia “B.S.” (em português: "de merda" ou "sem-sentido" que é difundida “entre alguns homens brancos no poder que acreditam que merecem o seu privilégio”.[5]
- Mérito não ter uma definição universal.[5]
- Especialistas não identificados afirmaram que o MEI não leva em conta “viéses reais” e faz com que as pessoas contratem pessoas semelhantes a elas.[2]
- Seena Hodges, uma consultora de DEI, afirmou que “Dizer que se contrata por mérito, excelência e inteligência é, na verdade, dizer que pessoas historicamente sub-representadas não são dignas”.[6][7]
- Haje Jan Kamps descreveu o MEI como “a mais nova onda de estupidez”. Kamps convidou Alexandr Wang, e aqueles que apoiavam Wang, “a se foderem completamente […] Por favor, leiam meus lábios. Eu fui perfeitamente claro: Vão se foder. Completamente. Tirem a cabeça do cu ignorante e depois fodam-se completamente.”[8] Em nota do editor, o jornal online TechCrunch declarou que a postagem foi editada “para remover a sua linguagem mais ofensiva”, que não reflete os “padrões de integridade” do TechCrunch e pediu desculpas aos leitores “por este erro grave.”.[8]